# الفيلق الثاني (سوريا)
الفيلق الثاني هو فيلق من الجيش السوري تشكل لأول مرة عام 1985. كتب ريتشارد بينيت في عام 2001 أنه "تم تشكيل ثلاثة فيالق في عام 1985 لمنح الجيش المزيد من المرونة وتحسين الكفاءة القتالية من خلال تحقيق اللامركزية في هيكل القيادة، واستيعاب بعض الدروس المستفادة على الأقل خلال حرب لبنان عام 1982. وقال إن الفيلق الثاني ومقره الزبداني، يغطي شمال دمشق، وحمص بأكملها، ويشمل لبنان.

## الهيكل في عام 2001
- الفرقة المدرعة الأولى، وتضم اللواءين مدرع 44 و46 واللواء 42 ميكانيكي
- الفرقة المدرعة الثالثة، وتضم اللواءين مدرع 47 و82 واللواء 132 ميكانيكي
- الفرقة 11 مدرع، مع اللواءين 60 و67 مدرع واللواء 87 ميكانيكي
- الفرقة الآلية الرابعة مع اللواء المدرع الأول واللواءين الآليين 61 و89
- الفرقة الآلية العاشرة، مقرها شتورة، لبنان. تم نشر وحداتها الرئيسية [في عام 2001] للسيطرة على الطريق السريع الاستراتيجي بين بيروت ودمشق، مع اللواء 123 ميكانيكي بالقرب من ينطا، واللواء 51 مدرع بالقرب من زحلة في وادي البقاع، واللواء 85 مدرع، المنتشر حول مجمع المواقع في ضهر البقاع. -بيدر.
- ومن المعروف أن ثلاثة ألوية ثقيلة أخرى من الفرقتين المدرعتين الثالثة والحادية عشرة منتشرة بانتظام في شرق لبنان.
- كان هناك خمسة أفواج من القوات الخاصة في لبنان.

## الهيكل في عام 2013
المصدر:
- الفرقة المدرعة الأولى
  - الألوية المدرعة 76 و91 و153
  - اللواء 58 الميكانيكي
  - فوج المدفعية 141
- الفرقة الميكانيكية العاشرة
  - الألوية الآلية 18 و62 و85
  - اللواء 56 مدرع
- فرقة القوات الخاصة الرابعة عشرة
  - أفواج القوات الخاصة 36 و554 و556

## الهيكل في عام 2019
المصدر:
- الفرقة المدرعة الأولى
  - الألوية المدرعة 61 و91 و153
  - الألوية الآلية 57 و58 و68[3]
  - اللواء 171 مشاة
  - فوج المدفعية 141
  - الفوج 167 المضاد للدبابات
- الفرقة المدرعة الثانية (تشكلت عام 2015)[2]
  - اللواءان المدرعان 144 و145[3]
  - الفوج الساحلي 826[3]
  - الكتيبتان الهندسيتان 218 و510
- الفرقة الميكانيكية العاشرة
  - اللواء الميكانيكي 62
  - اللواءان المدرعان 51 و58[4]
- فرقة القوات الخاصة الرابعة عشرة[5]
  - أفواج القوات الخاصة 36 و554 و556